# دستور جزر المالديف
دستور جزر المالديف هو القانون الأعلى لبلد جزر المالديف. فهو يوفر الأساس القانوني لوجود جمهورية المالديف، ويحدد حقوق وواجبات مواطني جزر المالديف، ويحدد هيكل حكومة جزر المالديف.صدّق الرئيس مأمون عبد القيوم على الدستور الحالي لجزر المالديف في 7 آب / أغسطس 2008، ودخل حيز التنفيذ على الفور ليحل محل دستور عام 1998 ويلغيه.
يُعرف الدستور الحالي بعنوانه المختصر، دستور جمهورية جزر المالديف، 2008.

## التاريخ
دُوّن أول دستور مكتوب لجزر المالديف في أوائل القرن العشرين، في 22 ديسمبر 1932 خلال السنة الثلاثين من حكم السلطان محمد شمس الدين إسكندر الثالث.
بدأت لجنة مكونة من ثلاثة عشر عضوا العمل على صياغة الدستور في 22 مارس 1931. قدم حاكم سيلان بالنيابة برنارد هنري بورديلون الخبرة الفنية في تكوينه، ولكن لم يتم قبول جميع توصياته. تم الانتهاء من المسودة الأولى في 16 يونيو 1931.
مع التصديق على الدستور الأول لجزر المالديف في 22 ديسمبر، دخل أول مظهر للحكومة التمثيلية حيز التنفيذ. تم إنشاء مجموعة أوراق اعتماد للملك، ونصّ الدستور على إن الملك يجب أن يكون عاقلًا، وأن يكون من المسلمين السنة وأن يكون من العائلة الحاكمة. كما شُكّل مجلس وزراء وبرلمان يتألف من سبعة وأربعين عضوا.
تضمن الدستور الأول 92 مادة وقانون حقوق يضمن المساواة أمام القانون، وعدم التعرض للاعتقال التعسفي والتعذيب، وحماية الملكية الخاصة، وحرية التعبير، وتكوين الجمعيات والصحافة، ومعاشًا بعد 25 عامًا من الخدمة في الدولة.
على الرغم من كونه علامة فارقة تشير السجلات التاريخية إلى أن دستور المالديف الأول فشل في غضون تسعة أشهر من التصديق عليه.
أقر مجلس الشعب الذي أُنشأ حديثًا 40 قانونًا خلال فترته القصيرة. نص التشريع الجديد على فرض غرامات، وعقوبة السرقة والاعتداء، وإنشاء شركة تجارية حكومية وتنظيم التجارة الخارجية من خلال قانون الاستثمار الأجنبي وقانون الشحن. أغضبت القوانين الجديدة الجمهور والتجار الأجانب المؤثرين في جزر المالديف. بدأ التجار الأجانب الذين كانوا يحتكرون المواد الغذائية المستوردة سلسلة من الإضرابات في 26 يوليو 1933 مطالبين بإلغاء سياسات الحكومة الجديدة.
كانت نتيجة انعدام الأمن الغذائي التي أعقبت ذلك ثورة عامة. تم نفي مؤسسي الدستور إلى كولومبو وتم تعديل الدستور إلى 84 مادة في يونيو 1934. تم تقليص أول دستور لجزر المالديف إلى 80 مادة في عام 1937 وتم تعليقه أخيرًا بعد فترة وجيزة من اندلاع الحرب العالمية الثانية في عام 1940. وذكر مجلس خاص في ذلك الوقت، «تم إلغاء الدستور والأحكام العامة لأنها لا تتناسب مع الوضع في جزر المالديف».
في 23 أبريل 1942 أرسل السلطان حسن نور الدين الثاني 17 مادة من الدستور إلى المجلس قائلاً إنه يريد «دستورًا مناسبًا لوجود جزر المالديف».
سلم «الدستور الصغير» سلطات الدولة إلى النظام الملكي ووزير الخارجية ومجلس الشعب. تم تقليص مجلس الشعب إلى 6 أعضاء معينين و27 عضوا منتخبا. تم تعديل الدستور الثاني في عام 1951 وأعاد الحرية من الاعتقال التعسفي والإبعاد وحرية التعبير والكلام وتكوين الجمعيات. تم تحديد فترة عضوية مجلس الشعب البالغ عددها 34 عضوًا بخمس سنوات.
في عام 1950 صوت مجلس الشعب لإلغاء الملَكَيّة وإنشاء حكومة جمهورية في جزر المالديف. أيّد استفتاء عام التغيير ووضع دستور ثالث في 1 يناير 1953 نظام حكم رئاسي في جزر المالديف لأول مرة.
نص الدستور الديمقراطي الجديد المكون من 30 مادة على رئيس يتم انتخابه من خلال التصويت المباشر، والسلطة القضائية المعينة من قبل الرئيس والمجلس التشريعي المكون من مجلسين، مجلس الشيوخ المكون من 18 عضوًا ومجلس النواب المكون من 47 عضوًا.
كما حدد الدستور الجديد الفترة الرئاسية بخمس سنوات، لكنه عين الأمير محمد أمين دوشيمينا كيليجيفانو كأول رئيس لجزر المالديف. لأول مرة في تاريخ جزر المالديف، تم انتخاب امرأة لعضوية البرلمان.
ومع ذلك فإن أول جمهورية في جزر المالديف لم تدم طويلاً. ثورة 21 أغسطس 1953 ألغت الجمهورية. عادت البلاد إلى السلطنة في 31 يناير 1954. تبع التغيير التصديق على الدستور الرابع لجزر المالديف في 7 مارس 1954. أعلن الدستور الرابع أن جزر المالديف «مملكة منتخبة».
أعيد مجلس تشريعي من مجلس واحد إلى 54 عضوًا، 6 منهم يمثلون الملك، و46 يمثلون الشعب واثنان لتمثيل رجال الأعمال. يمكن فقط للرجال المالديفيين التصويت لانتخاب مجلس الشعب.
بعد فترة وجيزة من حصول جزر المالديف على استقلالها من الإمبراطورية البريطانية، أُلغي الدستور الرابع وأُنشأت جمهورية ثانية تحت حكم الرئيس إبراهيم ناصر في عام 1968. أُعلن الدستور الجديد الذي تم التصديق عليه في 11 نوفمبر 1968، جزر المالديف «دولة مستقلة وحرة». وفقًا للدستور الخامس كان من المقرر انتخاب رئيس جزر المالديف من خلال تصويت سري لأعضاء مجلس الشعب البالغ عددهم 54 عضوًا. تم تعديل هذا الدستور ثلاث مرات في 1970 و1972 و1975 على التوالي.
في عام 1980 دعا الرئيس الثاني للجمهورية الثانية مأمون عبد القيوم إلى جمعية دستورية خاصة تتكون من وزراء في مجلس الوزراء وأعضاء مجلس الشعب لتعديل الدستور الجديد.
بعد عملية استمرت 18 عامًا تم تعديل الدستور الخامس لجزر المالديف للمرة الرابعة في عام 1998. تضمنت التعديلات الملحوظة فقرات تسمح لأي فرد يرغب في الترشح لرئاسة الجمهورية بتقديم طلب إلى مجلس الشعب. سيختار المجلس بعد ذلك مرشحًا يجب أن تتم الموافقة عليه من خلال استفتاء عام.

### دستور 2008
في سبتمبر 2003 اندلعت أعمال شغب غير مسبوقة مناهضة للحكومة في العاصمة ماليه، نجمت عن مقتل أربعة سجناء. جاءت أعمال الشغب في سبتمبر/أيلول بعد وقت قصير من موافقة المجلس بالإجماع على الرئيس مأمون كمرشح وحيد لولاية سادسة قياسية.
في أكتوبر 2003 تم انتخاب مأمون بنسبة 90.3% من الأصوات الشعبية. في خطاب تنصيبه، وعد عبد القيوم بإصلاحات سياسية مختلفة. كانت أولى خطوات مأمون إنشاء لجنة لحقوق الإنسان في عام 2003 للتحقيق في الانتهاكات وإنشاء جمعية دستورية في مايو/أيار 2004 لصياغة دستور ديمقراطي. كان الدستور ليضمن فصل السلطات والديمقراطية متعددة الأحزاب.
تتألف الجمعية الدستورية -المجلس الشعبي الخاص- من 29 عضوًا معينًا، إلى جانب 42 عضوًا منتخبًا في المجلس العادي و42 عضوًا منتخبًا آخر.
كانت عملية الصياغة بطيئة مع وجود خلافات بين الأحزاب السياسية المتنافسة حول العديد من القضايا بما في ذلك اقتراح المعارضة اعتماد نظام برلماني في جزر المالديف. تمت الدعوة إلى استفتاء عام في أغسطس 2007 وأيد 60 في المائة من الجمهور نظام الحكم الرئاسي.
تم الانتهاء من الدستور السادس لجزر المالديف الذي تمت كتابته على مدى 4 سنوات في يونيو 2008 وصدق عليه الرئيس في 7 أغسطس 2008. قدم الدستور الجديد مجموعة جديدة كاملة من الحقوق الديمقراطية، وكرس الفصل بين السلطات وأدخل آليات للمساءلة والشفافية. وقد مهد الطريق لأول انتخابات متعددة الأحزاب في جزر المالديف في أكتوبر 2008. يتضمن الدستور الجديد سلطة قضائية تديرها هيئة مستقلة، ولجان مستقلة للإشراف على الانتخابات ومحاربة الفساد. كما أنه يقلل من السلطات التنفيذية الموكلة للرئيس ويقوي البرلمان. ومن بين التغييرات الأخرى، تنص على أنه «لا يجوز لغير المسلم أن يصبح مواطنًا في جزر المالديف».
يتطلب دستور جزر المالديف لعام 2008 أيضًا ما يلي بالنسبة للرئيس: أن يكون مواطنًا من جزر المالديف مولودًا لأبوين من مواطني جزر المالديف، وليس أيضًا مواطنًا في بلد أجنبي؛ أن يكون مسلمًا ومن أتباع المذهب السني. لكي تكون عضوًا في مجلس الشعب يتطلب الأمر ما يلي: مواطن جزر المالديف؛ ليس مواطنًا في بلد أجنبي؛ وهو مسلم ومن أتباع المذهب السني في الإسلام.

## سمات الدستور
يتكون الدستور من ديباجة، أربعة عشر فصلا تليها ثلاثة جداول. يركز كل فصل وجدول زمني على موضوع معين. فيما يلي قائمة بالفصول والجداول ومحور كل منها.

### الفصول
- الفصل الأول - الدولة والسيادة والمواطنون
- الفصل الثاني - الحقوق والحريات الأساسية
- الفصل الثالث - مجلس الشعب
- الفصل 4 - الرئيس
- الفصل الخامس - مجلس الوزراء
- الفصل السادس - القضاء
- الفصل السابع - الهيئات والمكاتب المستقلة
- الفصل 8 - الإدارة اللامركزية
- الفصل 9 - خدمات الأمن
- الفصل العاشر - ممتلكات الدولة ومسؤولياتها وإجراءاتها القانونية
- الفصل 11 - حالة الطوارئ
- الفصل 12 - تعديل الدستور
- الفصل الرابع عشر - الأمور الانتقالية

### الجداول
- الجدول 1 - قسم المكتب
- الجدول 2 - التقسيمات الإدارية
- الجدول 3 - العلم الوطني

## تعديلات
اعتبارًا من يوليو 2015، تم إجراء تعديل واحد على دستور جزر المالديف، منذ أن اعتُمد في عام 2008.
| ت | تعديلات           | فرض منذ ذلك الحين | أهداف                                                                                  |
| - | ----------------- | ----------------- | -------------------------------------------------------------------------------------- |
| 1 | تعديل المادة 109. | 25 يونيو 2015     | لتغيير معيار العمر لشخص مؤهل للانتخاب كرئيس، إلى 30 عامًا على الأقل، و65 عامًا كحد أقصى. |

## الدساتير السابقة
| ت  | دستور                            | تاريخ التصديق | تاريخ الإلغاء | رأس الحكومة                   | تعديلات                          | ملاحظات                          |
| -- | -------------------------------- | ------------- | ------------- | ----------------------------- | -------------------------------- | -------------------------------- |
| 1  | دستور جزر المالديف، 1932         | 22-12-1932    | 05-07-1934    | السلطان محمد شمس الدين الثالث | غير متاح                         | أول دستور.                       |
| 2  | دستور جزر المالديف، 1934         | 05-07-1934    | 28-01-1937    | السلطان محمد شمس الدين الثالث | 16-07-1936                       | لتلبية المطالب العامة المتزايدة. |
| 3  | دستور جزر المالديف، 1937         | 28-01-1937    | 30-01-1940    | السلطان حسن نور الدين الثاني  | -                                | تعديل الدستور الثاني بالكامل.    |
| 4  | دستور جزر المالديف، 1942         | 23-04-1942    | 31-05-1951    | السلطان حسن نور الدين الثاني  | نعم                              | إعادة تشغيل النظام الدستوري.     |
| 5  | دستور جزر المالديف، 1942         | 31-05-1951    | 1953          | السلطان حسن نور الدين الثاني  | -                                |                                  |
| 6  | دستور جمهورية جزر المالديف، 1954 | 1953          | 31-01-1954    | الرئيس محمد امين ديدي         | -                                |                                  |
| 7  | دستور جزر المالديف، 1954         | 1954-03-03    | 1964-06-14    | سلطان محمد فريد ديدي          | -                                |                                  |
| 8  | دستور جزر المالديف، 1964         | 1964-06-14    | 10-06-1967    | سلطان محمد فريد ديدي          | -                                | تعديل رئيسي.                     |
| 9  | دستور جزر المالديف، 1967         | 10-07-1967    | 11-11-1968    | سلطان محمد فريد ديدي          | -                                | تعديل رئيسي.                     |
| 10 | دستور جمهورية جزر المالديف، 1968 | 11-11-1968    | 27-11-1998    | السيد الرئيس ابراهيم ناصر     | 23-04-1970 02-02-1972 15-04-1975 |                                  |
| 11 | دستور جمهورية جزر المالديف، 1997 | 27-11-1997    | 07-08-2008    | الرئيس مأمون عبد القيوم       | 1                                |                                  |

## روابط خارجية
- النسخة الإنجليزية من الدستور (129 صفحة)
- دستور جديد مصدق عليه (في 7 آب / أغسطس 2008) لجزر المالديف (الترجمة الإنجليزية)
- دستور جديد مصدق عليه (في 7 أغسطس 2008) لجزر المالديف (الديفيهي)